# Bollensdorf (Ihlow)
Bollensdorf è una frazione del comune tedesco di Ihlow, nel Land del Brandeburgo.

## Storia
Il 31 dicembre 2001 il comune di Bollensdorf venne soppresso e aggregato al comune di Ihlow.